# Hosaritti, Haveri
Hosaritti là một làng thuộc tehsil Haveri, huyện Haveri, bang Karnataka, Ấn Độ.